# Brachyhypopomus pinnicaudatus
Espèce
Brachyhypopomus pinnicaudatus est une espèce de poissons de la famille des Hypopomidae.

## Distribution
Cette espèce se rencontre au Brésil, en Guyane, au Suriname, au Guyana, au Venezuela, en Colombie, en Équateur, au Pérou, en Bolivie, au Paraguay et en Uruguay.

## Description
C'est un Poisson électrique.

## Publication originale
- Hopkins, 1991 : Hypopomus pinnicaudatus (Hypopomidae), a new species of gymnotiform fish from French Guiana. Copeia, vol. 1991, n. 1, p. 151-161.